# Gare de Naâma
La gare de Naâma est une gare ferroviaire algérienne située sur le territoire de la commune de Naâma, dans la wilaya de Naâma.

## Situation ferroviaire
Établie à une altitude de 1 165,940 m, la gare est située au point kilométrique (PK) 324,423 de la ligne de Oued Tlelat à Béchar, où elle est précédée de la gare de Mécheria et suivie de celle de Aïn Sefra.
| \| El Biod Naâma Mécheria Aïn Sefra Djeniene Bourezg \| Localisation de la gare de Naâma dans la wilaya de Naâma. |
| El Biod Naâma Mécheria Aïn Sefra Djeniene Bourezg                                                                 |

## Histoire
La gare est mise en service en 1887 lors de l'ouverture de la section de Mécheria à Aïn Sefra de l'ancienne ligne à voie étroite d'Oran à Kenadsa via Saïda. Précédée de l'ancienne gare d'El Harchaïa et suivie de celle de l'ancienne gare de Souiga, elle était située au PK 422,500 de cette ligne,.

## Service des voyageurs

### Desserte
La gare est desservie par les trains grandes lignes de la liaison Oran - Béchar.